# 送気調節係員
送気調節係員（そうきちょうせつかかりいん）とは、高気圧業務特別教育を修了した者。

## 概要
- 作業室又は潜水作業者への送気の調節を行うためのバルブ又はコックの操作

## 受講資格
- 満18歳以上

## 特別教育
- 特別教育は各事業所（企業等）又は都道府県労働局長登録教習機関において行われる。
- 告示で規定された履修時間は作業室が11時間（以上）、潜水作業者が11時間（以上）となっている。

### 講習科目
作業室
- 学科

1. 圧気工法の知識に関すること。
2. 送気及び排気に関すること。
3. 高気圧障害の知識に関すること。
4. 関係法令

- 実技

1. 送気の調節の実技

潜水作業者
- 学科

1. 潜水業務に関する知識に関すること。
2. 送気に関すること。
3. 高気圧障害の知識に関すること。
4. 関係法令

- 実技

1. 送気の調節の実技